# Tovarp
Tovarp är en gård som ligger vid sjön Tången i Asby socken i Ydre kommun i Östergötland. Gårdsnamnet är sammansatt av förnamnet Tove och ordet torp och omnämns första gången år 1425. Gården var en frälsegård och ägdes därför av personer tillhörande adeln fram till slutet av 1700-talet.

## Namn
Gårdsnamnet Tovarp är sammansatt av förnamnet Tove och ordet torp. Förledet Tova med genitiv-a bildar tillsammans med -torp efterledet -arp. Tove är en kortform av fornnordiska kvinno- och mansnamn som börjar med Tor- exempelvis Torvi, Torgunn och Torvald. Äldsta beläggen av Tove i Sverige är runinskrifter från 1000-talet. Ordet torp betecknade ursprungligen mindre odlingar i utmarken där det efterhand byggts bostäder och uthus.
Den äldsta kända stavningen av gårdsnamnet är Tofuathorp från år 1425. Under de följande århundradena varierar stavningen, några exempel är Touatörp år 1545, Toffuarp år 1632 och Tofwarp år 1667. År 1713 används stavningen Tofarp vilket är den stavning som sedan används under 1800-talet. Troligtvis är det stavningsreformen år 1906, där tecknet f som beteckning för v-ljud byttes ut till v, som gör att stavningen ändrads till Tovarp. Belägg på den nuvarande stavningen finns från år 1921.

## Ägare
Tovarp var en frälsegård (1 mantal). Det var bara adeln som fick äga frälsejord, men 1723 fick präster och borgare rätt att köpa allmän frälsejord och 1789 fick även bönder och övrig allmoge den rätten.

### Bonde och Bielke (1500-talet)

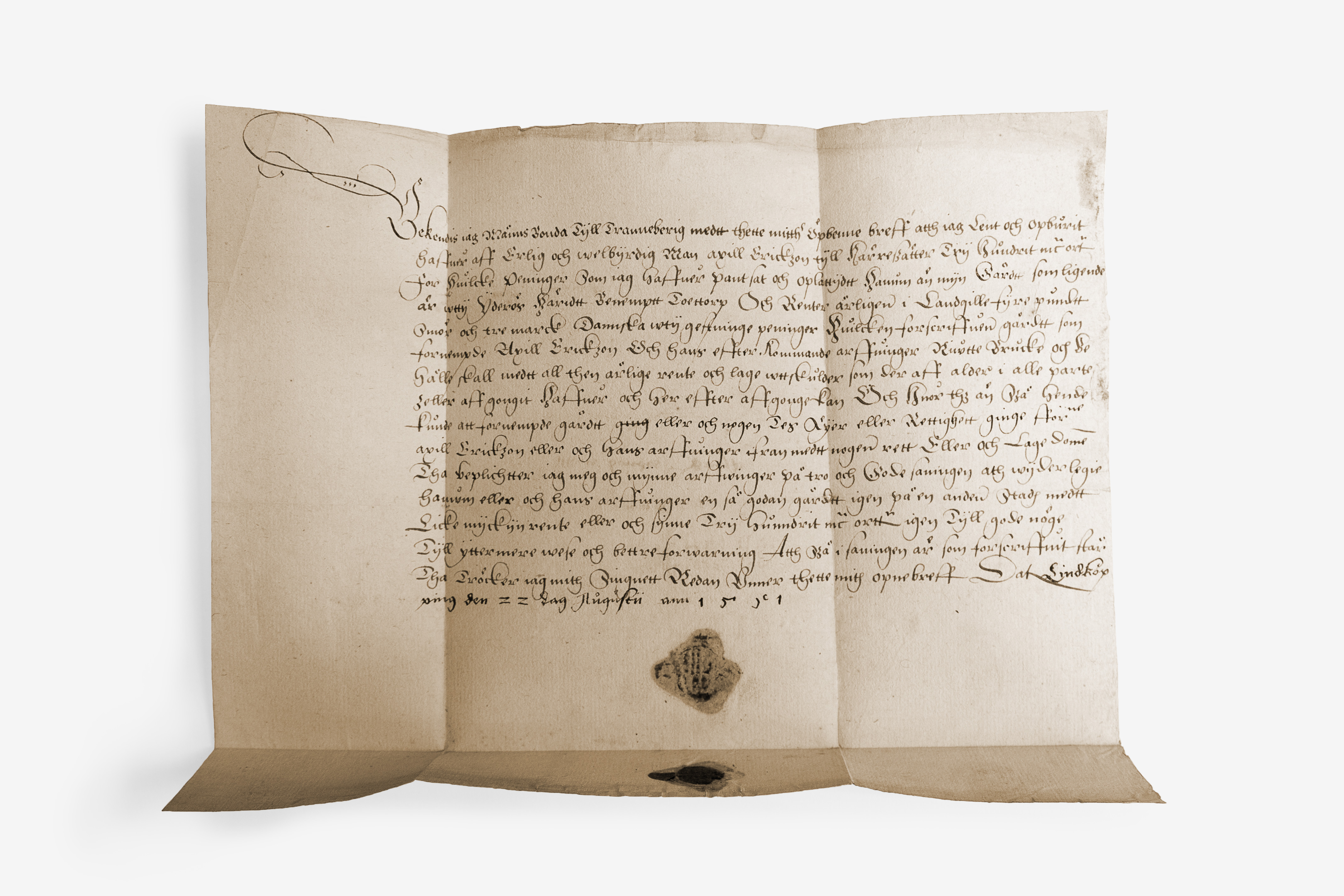
Handskrivet pantbrev från den 22 augusti 1551 med Måns Bondes sigill i grönt.

Redan år 1425 finns en koppling till ätten Bonde, då utfärdas i Tovarp ett brev där en gård säljs till Filip Bonde. Mer än 100 år senare, den 22 augusti 1551 pantsätter Måns Bonde Tovarp till riksrådet Axel Eriksson (Bielke) för 300 mark. Tidigare samma år hade Måns Bonde hamnat i en konflikt med kung Gustav Vasa om en gård. Några år senare 1556 döms Måns Bonde till döden för dråp. Men istället för att avrättas ges han möjlighet att rädda sitt liv genom att ge alla gods och gårdar han äger till kungen i lösen. Måns Bonde ägde vid den tiden förutom Tovarp även granngården Linneberg, en gård i närliggande Glansås och totalt 40 gårdar i 17 socknar inklusive stamgodset Bordsjö i Småland.
Även de gårdar som var pantsatta kräver Gustav Vasa att få och år 1558 ger Måns Bonde kungen rätt till dessa gårdar mot att han ersätter pantinnehavarna. Men i ett brev till Måns Bonde år 1559 uppger Elsa Axeldotter Posse född i adelsätten Posse, änkan till Axel Eriksson (Bielke) som innehade panten för Tovarp, att kungen beslagtagit gårdarna utan att varken hon eller hennes avlidne man hade fått någon ersättning. Ett år senare dör Gustav Vasa. Han hade varit livligt sysselsatt med att utöka sitt eget privata godsinnehav och vid sin död ägde han drygt 5000 gårdar.

### Drake, Gyllenståhl, Duse och Lilja (1600- och 1700-talet)
Under 1680-talet ägdes gården av officeren Arvid Drake af Hagelsrum, född år 1619 i närliggande Graby, Sunds socken. Han deltog i Trettioåriga kriget och slutade sin karriär som  kaptenlöjtnant vid Adelsfanan. Arvid Drake ägde förutom Tovarp egendomarna Forsnäs och Södra Målen och genom sitt gifte med änkan Märta Ersdotter Ribbing blev han även ägare till herrgården Ribbingshov i Norra Vi socken. Arvid Drake dog 1687.
Omkring år 1700 ägdes gården av major Gabriel Gyllenståhl, han beskrivs som en typisk representant för stormaktstidens äventyrliga krigare. Det sägs att han av Karl XI ska ha belönats med den krigskassa som han vid ett överfall fråntagit fienden och med den ska han ha köpt ett antal gårdar. Genom sina båda giftermål ökade ytterligare hans egendomar. Många av dem lyckades han förvärva först efter långvariga processer i Ydre häradsrätt. När han dog 1705 ägde han ca 60 gårdar i  Östergötland, varav 44 i Ydre och Kinda.
Under större delen av 1700-talet ägs gården av adelsätten Duse. Ägaren uppges vara jungfru Duse (år 1725), änkan Duse (år 1745) och jungfru Brita Duse (år 1760). Den person som avses är troligen Brita Catharina Duse född år 1700. Hon gifter sig 1728 med Per Bengtsson Dusén och blir änka 1743 när han avlider. I maj 1745 gifter hon sig för andra gången, det äktenskapet varar fram till år 1777 då hon skiljer sig. Två år senare dör hon och hennes svärson Sergeant Karl Magnus Lilja tar över som ägare av gården. Vid hans död år 1787 ärvs den av änkan Beata Dusén, det vill säga Brita Catharina Duses dotter.Vid hennes död 1797 ärvs gården av dottern Anna Elisabeth Fagerström f. Lilja född 1755. Efter hennes död 1801 ärver maken sergeanten Gustaf Fagerström född 1718 Tovarp.

### Kastensson, Gustafsson och Johansson (1800- och 1900-talet)
År 1806 såldes gården av kaptenen Bengt Kocken till Samuel Håkansson. Anders Andersson ägde gården år 1810. Tovarp ägdes år 1813 av löjtnant Söderholm, som överlät den till Kasten Kastensson omkring år 1820. Gården ärvdes av sonen Johannes Gustav Kastensson och därefter av Karl Johan Kastensson. År 1932 köptes Tovarp av Karl Johan Gustafsson, han och hans hustru Hulda hade fyra barn och sonen Alvar Johansson blev den som tog över jordbruket. När jordbruket avvecklades på 1970-talet så köpte Alvars systerson Martin Johansson gården och flyttade dit med sin hustru Maj-Lise.

## Grenadjärtorpet

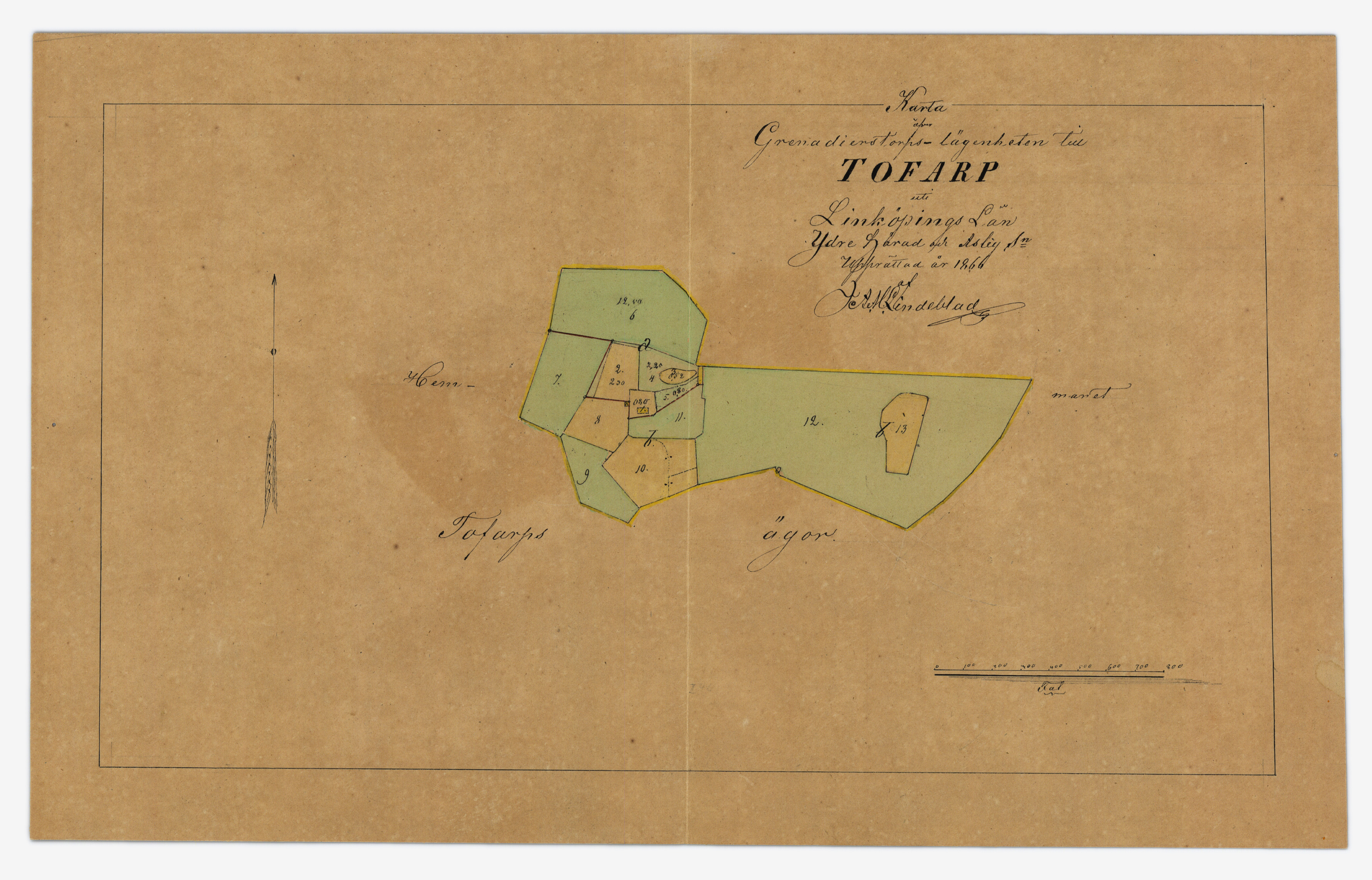
Karta över grenadjärtorpet från år 1866.

I slutet av 1600-talet byggdes 96 soldattorp i Ydre, ett av dem på Tovarps ägor. Soldaterna tillhörde Ydre kompani, en del av Östgöta infanteriregemente som senare genom sammanslagning blev Livgrenadjärregementet. Därför kallades torpställena ofta grenadjärtorp. Anledningen till torpbyggena var kung Karl XI genomförande av det så kallade yngre indelningsverket där gårdarna delades in i rotar som skulle försörja varsin knekt. 
Soldaten hade rätt till 25 daler kopparmynt i lön, kläder av vadmal, skor och ett torpställe. Torpet som byggdes upp skulle bestå av en stuga med förstuga, fähus med loge och lada samt en äng som räckte till ett och ett halvt lass hö. Ydre kompani deltog bland annat i slaget vid Poltava under stora nordiska kriget, efter nederlaget där blev hela regementet som kompaniet tillhörde tillfångataget. Indelningsverket avskaffas helt år 1901.
År 1943 köper Martin Johansson torpet från sin morfar. I samband med detta avstyckas soldattorpet, som nu kallas Tovarpstugan, från gården. Namnet Tovarpstugan används fortfarande.